# Vladislav Ursu
Vladislav Ursu (1 maart 2001) is een Moldavisch professioneel tafeltennisser. Hij speelt linkshandig met de shakehandgreep.

## Belangrijkste resultaten
Brons in de mannendubbel op de Europese kampioenschappen 2024 met Maciek Kolodziejczyk.